# Фуерте-дель-Рей
Фуерте-дель-Рей (ісп. Fuerte del Rey) — муніципалітет в Іспанії, у складі автономної спільноти Андалусія, у провінції Хаен. Населення — 1388 осіб (2010).
Муніципалітет розташований на відстані близько 280 км на південь від Мадрида, 13 км на північний захід від Хаена.

## Демографія
Динаміка населення (INE ):